# 山名重国
山名 重国（やまな しげくに）は、鎌倉時代初期の武士・御家人。

## 略歴
新田氏の流れを汲む上野国山名郷の山名氏の山名義節の子として誕生。
文治元年（1185年）10月、源頼朝が父・義朝を弔うために建立した勝長寿院の落慶供養に随兵として七列の内の六列目に列している。
家督は子・重村が継いだ。